# Launois-sur-Vence
Pour les articles homonymes, voir Launois et Vence (homonymie).
Launois-sur-Vence est une commune française, située dans le département des Ardennes en région Grand Est.
Ses habitants sont appelés Launoisiens et Launoisiennes. La commune est labellisée Village étape depuis 2008 (aux côtés de Poix-Terron).

## Géographie
| Dommery         | Thin-le-Moutier   |        |
|                 | Launois-sur-Vence | Jandun |
| Viel-Saint-Remy | Neuvizy           |        |

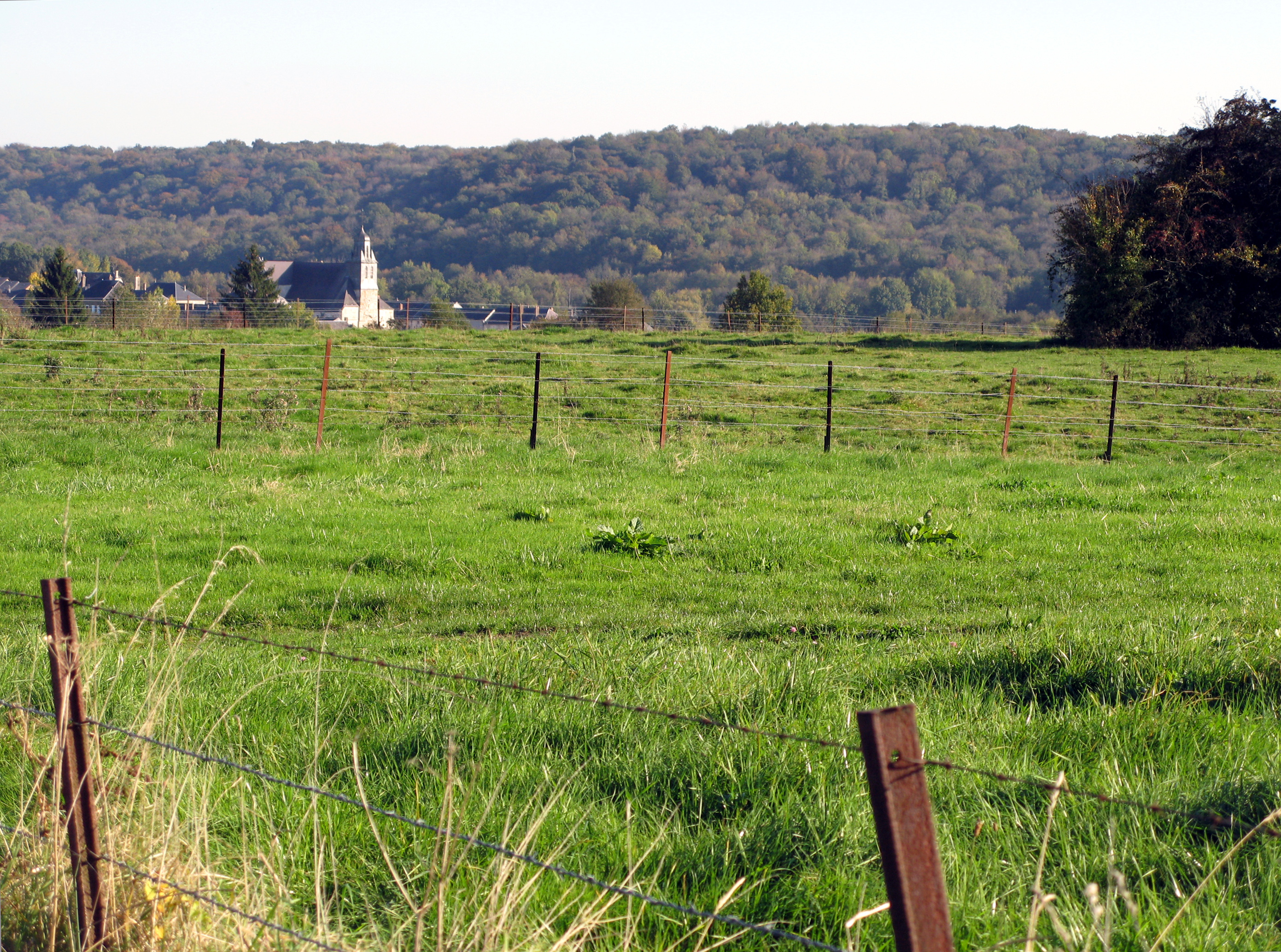
Collines boisées et herbages d'où surgit le clocher.

Launois-sur-Vence se trouve à l'est du village de Faissault, et à l'ouest de Poix-Terron et de Montigny-sur-Vence. Les grandes villes proches sont, en parcourant l'A34 (dont l'échangeur se trouve à 8 km), vers le sud-ouest, Rethel puis Reims et vers le nord-est, Charleville-Mézières. Situé au centre des Crêtes préardennaises, le village est environné par un paysage de basses collines boisées et herbeuses. Il est traversé par la Vence.

### Hydrographie
La commune est dans le bassin versant de la Meuse au sein du bassin Rhin-Meuse. Elle est drainée par la Vence, le ruisseau de la Truie, le ruisseau d'Hameuzy, le ruisseau de la Pereuse et le ruisseau des Marceaux,.
La Vence, d'une longueur de 33 km, prend sa source dans la commune  et se jette  dans la Meuse à Charleville-Mézières, après avoir traversé 13 communes.

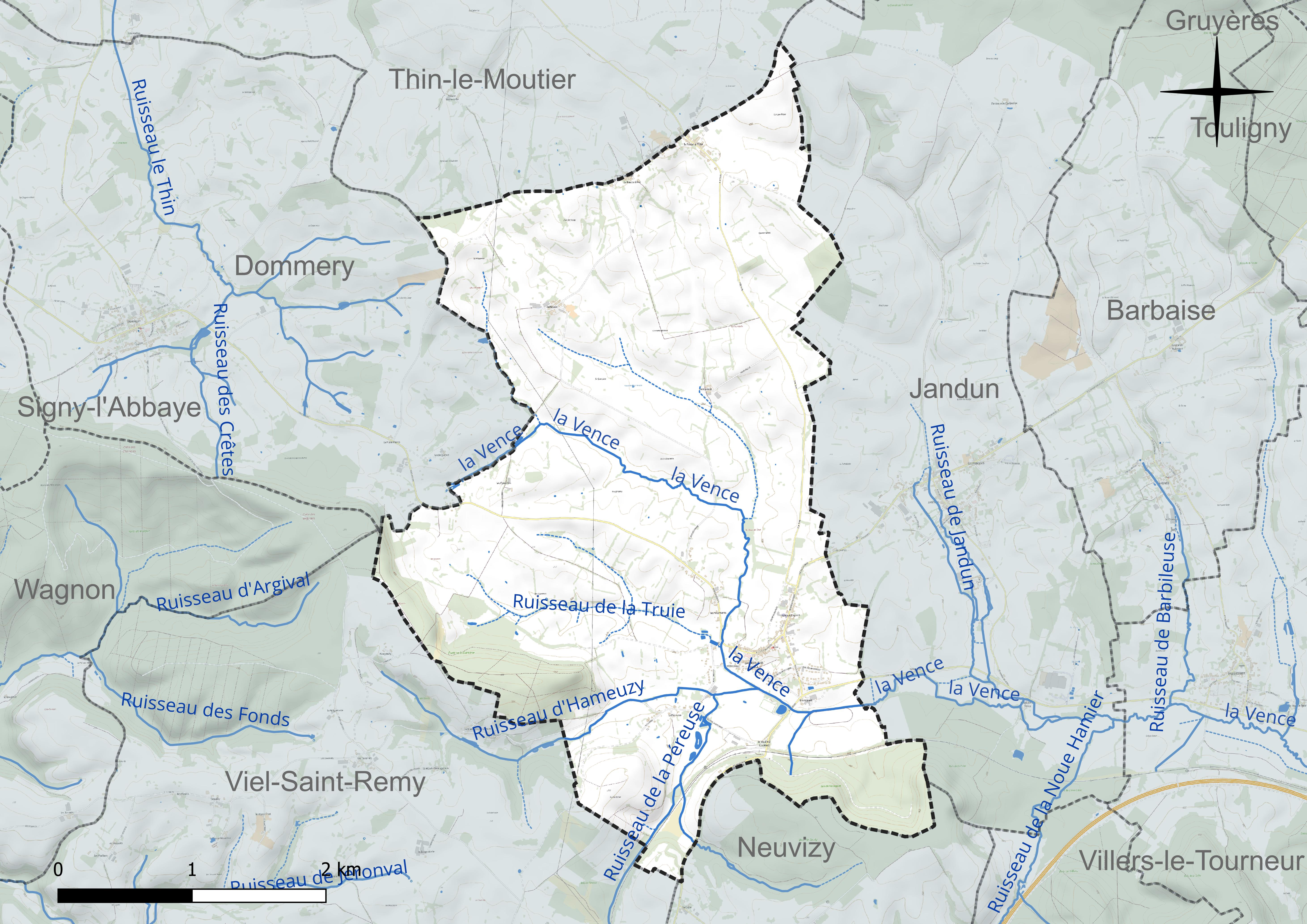
Réseau hydrographique de Launois-sur-Vence.

### Climat
Pour des articles plus généraux, voir Climat du Grand Est et Climat des Ardennes.
En 2010, le climat de la commune est de type climat de montagne, selon une étude du Centre national de la recherche scientifique s'appuyant sur une série de données couvrant la période 1971-2000. En 2020, Météo-France publie une typologie des climats de la France métropolitaine dans laquelle la commune est exposée à un climat océanique altéré et est dans la région climatique Nord-est du bassin Parisien, caractérisée par un ensoleillement médiocre, une pluviométrie moyenne régulièrement répartie au cours de l’année et un hiver froid (3 °C).
Pour la période 1971-2000, la température annuelle moyenne est de 9,8 °C, avec une amplitude thermique annuelle de 15,5 °C. Le cumul annuel moyen de précipitations est de 934 mm, avec 13,9 jours de précipitations en janvier et 9,6 jours en juillet. Pour la période 1991-2020, la température moyenne annuelle observée sur la station météorologique installée sur la commune est de 10,5 °C et le cumul annuel moyen de précipitations est de 889,5 mm. 
La température maximale relevée sur cette station est de 39,4 °C, atteinte le 25 juillet 2019 ; la température minimale est de −12,8 °C, atteinte le 7 février 2012,,.
| Mois                                  | jan.          | fév.           | mars           | avril         | mai           | juin          | jui.          | août          | sep.          | oct.          | nov.          | déc.           | année      |
| ------------------------------------- | ------------- | -------------- | -------------- | ------------- | ------------- | ------------- | ------------- | ------------- | ------------- | ------------- | ------------- | -------------- | ---------- |
| Température minimale moyenne (°C)     | 0,4           | 0,3            | 2              | 4,6           | 7,5           | 11,2          | 13            | 12,4          | 9,3           | 7,2           | 4,1           | 1,4            | 6,1        |
| Température moyenne (°C)              | 2,8           | 3,3            | 6,6            | 10,2          | 13,1          | 16,7          | 18,8          | 18,2          | 14,8          | 11,1          | 6,8           | 3,8            | 10,5       |
| Température maximale moyenne (°C)     | 5,2           | 6,4            | 11,2           | 15,9          | 18,7          | 22,2          | 24,5          | 24,1          | 20,4          | 15            | 9,4           | 6,2            | 14,9       |
| Record de froid (°C) date du record   | −10 17.01.13  | −12,8 07.02.12 | −10,4 13.03.13 | −4,3 06.04.21 | −2,6 03.05.21 | 1,4 05.06.12  | 4 31.07.15    | 2,6 20.08.14  | −0,4 20.09.12 | −4,3 21.10.11 | −8,5 30.11.16 | −12,7 20.12.09 | −12,8 2012 |
| Record de chaleur (°C) date du record | 13,4 01.01.23 | 19,3 26.02.19  | 23,1 31.03.21  | 27,4 20.04.18 | 31,6 28.05.17 | 33,5 22.06.17 | 39,4 25.07.19 | 36,6 08.08.20 | 33,5 16.09.20 | 26,9 01.10.11 | 18,5 02.11.20 | 15,2 30.12.22  | 39,4 2019  |
| Précipitations (mm)                   | 90,2          | 69,8           | 63,6           | 51,9          | 65,8          | 79,5          | 60,4          | 66,9          | 58,8          | 82,3          | 82            | 118,3          | 889,5      |

| Diagramme climatique                                  |            |           |             |             |              |            |              |             |           |          |             |
| J                                                     | F          | M         | A           | M           | J            | J          | A            | S           | O         | N        | D           |
| 5,20,490,2                                            | 6,40,369,8 | 11,2263,6 | 15,94,651,9 | 18,77,565,8 | 22,211,279,5 | 24,51360,4 | 24,112,466,9 | 20,49,358,8 | 157,282,3 | 9,44,182 | 6,21,4118,3 |
| Moyennes : • Temp. maxi et mini °C • Précipitation mm |            |           |             |             |              |            |              |             |           |          |             |

Les paramètres climatiques de la commune ont été estimés pour le milieu du siècle (2041-2070) selon différents scénarios d'émission de gaz à effet de serre à partir des nouvelles projections climatiques de référence DRIAS-2020. Ils sont consultables sur un site dédié publié par Météo-France en novembre 2022.

## Urbanisme

### Typologie
Au 1er janvier 2024, Launois-sur-Vence est catégorisée commune rurale à habitat dispersé, selon la nouvelle grille communale de densité à 7 niveaux définie par l'Insee en 2022.
Elle est située hors unité urbaine. Par ailleurs la commune fait partie de l'aire d'attraction de Charleville-Mézières, dont elle est une commune de la couronne,. Cette aire, qui regroupe 132 communes, est catégorisée dans les aires de 50 000 à moins de 200 000 habitants,.

### Occupation des sols
L'occupation des sols de la commune, telle qu'elle ressort de la base de données européenne d’occupation biophysique des sols Corine Land Cover (CLC), est marquée par l'importance des territoires agricoles (85,4 % en 2018), une proportion sensiblement équivalente à celle de 1990 (85,5 %). La répartition détaillée en 2018 est la suivante : 
prairies (75,6 %), forêts (9,9 %), terres arables (9,8 %), zones urbanisées (4,7 %). L'évolution de l’occupation des sols de la commune et de ses infrastructures peut être observée sur les différentes représentations cartographiques du territoire : la carte de Cassini (XVIIIe siècle), la carte d'état-major (1820-1866) et les cartes ou photos aériennes de l'IGN pour la période actuelle (1950 à aujourd'hui).

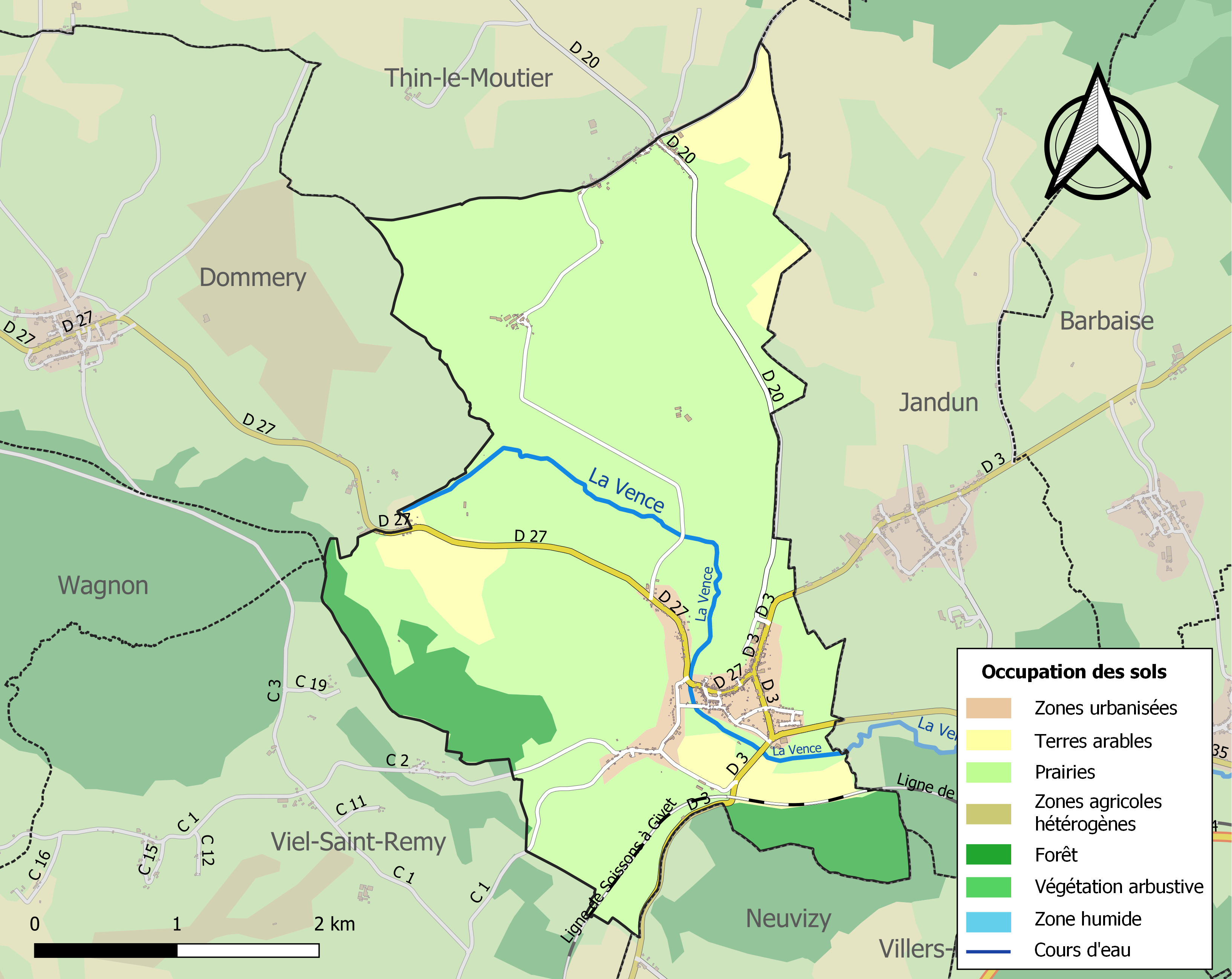
Carte des infrastructures et de l'occupation des sols de la commune en 2018 (CLC).

## Toponymie
Le nom de la localité est attesté sous la forme Alnetus en 1196.

Du latin alnetum devenu aunoi, mais avec l'article, ce qui indique que aunoi était encore en usage Xe siècle, « ensemble d'aulnes, le lieu aux aulnes, l'aulnaie »
La Vence est une rivière française du département des Ardennes, en ancienne région Champagne-Ardenne donc en nouvelle région Grand-Est, affluent gauche de la Meuse.

## Politique et administration
Les communes de La Péreuse et Pierrepont sont rattachées à Launois en 1829. Launois devient Launois-sur-Vence en 1959.

## Démographie
L'évolution du nombre d'habitants est connue à travers les recensements de la population effectués dans la commune depuis 1793. Pour les communes de moins de 10 000 habitants, une enquête de recensement portant sur toute la population est réalisée tous les cinq ans, les populations de référence des années intermédiaires étant quant à elles estimées par interpolation ou extrapolation. Pour la commune, le premier recensement exhaustif entrant dans le cadre du nouveau dispositif a été réalisé en 2004.

En 2022, la commune comptait 686 habitants, en évolution de −1,01 % par rapport à 2016 (Ardennes : −2,97 %, France hors Mayotte : +2,11 %).
| 1793 | 1800 | 1806 | 1821 | 1831  | 1836  | 1841  | 1846  | 1851  |
| ---- | ---- | ---- | ---- | ----- | ----- | ----- | ----- | ----- |
| 500  | 513  | 555  | 615  | 1 009 | 1 053 | 1 274 | 1 327 | 1 298 |

| 1866  | 1872  | 1876 | 1881 | 1886  | 1891 | 1896 | 1901 | 1906 |
| ----- | ----- | ---- | ---- | ----- | ---- | ---- | ---- | ---- |
| 1 082 | 1 010 | 966  | 991  | 1 010 | 909  | 867  | 793  | 746  |

| 1911 | 1921 | 1926 | 1931 | 1936 | 1946 | 1954 | 1962 | 1968 |
| ---- | ---- | ---- | ---- | ---- | ---- | ---- | ---- | ---- |
| 775  | 637  | 654  | 620  | 606  | 658  | 609  | 576  | 560  |

| 1975 | 1982 | 1990 | 1999 | 2004 | 2006 | 2009 | 2014 | 2019 |
| ---- | ---- | ---- | ---- | ---- | ---- | ---- | ---- | ---- |
| 520  | 532  | 578  | 561  | 550  | 542  | 645  | 691  | 686  |

| 2022 | - | - | - | - | - | - | - | - |
| ---- | - | - | - | - | - | - | - | - |
| 686  | - | - | - | - | - | - | - | - |

## Héraldique
| Armes de Launois-sur-Vence | Les armes de Launois-sur-Vence se blasonnent ainsi : D’argent aux trois pals de gueules accompagnés de quatorze mouchetures d’hermine de sable ordonnées en pal 4.3.3.4. |

## Histoire
Au Moyen Âge, le village est rattaché au pagus Portensis, qui a donné le Porcien, et au diocèse de Reims.
Il se trouvait au XVIIe et XVIIIe siècles sur un axe important entre Anvers et Dijon. La construction de son relais de poste coïncide avec la fondation de Charleville par Charles de Gonzague. Launoy constitue alors un intermédiaire entre cette ville et les grands axes d'échanges.

### La gare
Le 15 septembre 1858, la Compagnie des chemins de fer des Ardennes met en service la section de Rethel à Charleville-Mézières de la ligne de Soissons à Givet.
La gare de Launois, située sur cette ligne, possédait un bâtiment d'un seul étage à quatre, puis cinq travées sous un toit à deux pans.
La gare a fermé aux voyageurs[Quand ?] et le bâtiment qui tombait en ruine a été démoli dans les années 2010.

## Économie
- Société Ardennaise de Brasserie, produisant la bière Ardwen. Dégustation et petite restauration. Visites organisées sur réservation.
- Centre équestre proposant des itinéraires de balades dans la forêt et les chemins environnants.
- Marché d'antiquités et de brocantes : le village accueille le deuxième dimanche de chaque mois un marché officiel de brocanteurs, antiquaires et collectionneurs.
- Manifestations culturelles et expositions : différentes manifestations gastronomiques, culturelles et économiques utilisent le cadre du Relais de Poste[27].

## Lieux et monuments
- Relais de poste à chevaux : c'est le principal monument du village. Il date  du XVIIe siècle, époque où les diligences s'y arrêtaient et les voyageurs s'y restauraient. Véritable « cathédrale de poutres », le bâtiment est l'œuvre des compagnons charpentiers ardennais de l'époque. Encore intact de nos jours, il accueille 60 000 visiteurs par an. Inscrit aux monuments historiques en 1994[28].
- Église Saint-Étienne de Launois, classée monument historique en 1913[29].

## Personnalités liées à la commune
- Jules Mary, écrivain, dramaturge et feuilletoniste, né en 1851 à Launois-sur-Vence.
- Eugène Bertrand (peintre), né en 1858 à Launois-sur-Vence.
- Cécilia Gazanière (1884-1945), née à Hannappes, receveuse des postes à Launois pendant la guerre 1939-1945 et membre important du maquis de Launois. Elle est arrêtée par la Gestapo le 15 décembre 1943, emprisonnée à la prison de Charleville, interrogée puis déportée en janvier 1944. Elle décède à Ravensbrück le 1er mars 1945. Son nom a été donné à une des principales rues traversant le village[30],[31].
- Henri Jurion (1879-1944). Né à Launois, boulanger du village pendant la guerre et résistant, il est arrêté le 24 décembre 1943 et  déporté en janvier 1944. Il meurt à Buchenwald en août 1944. Son nom a été donné à une place à proximité de l'église[31],[32].

## Galerie

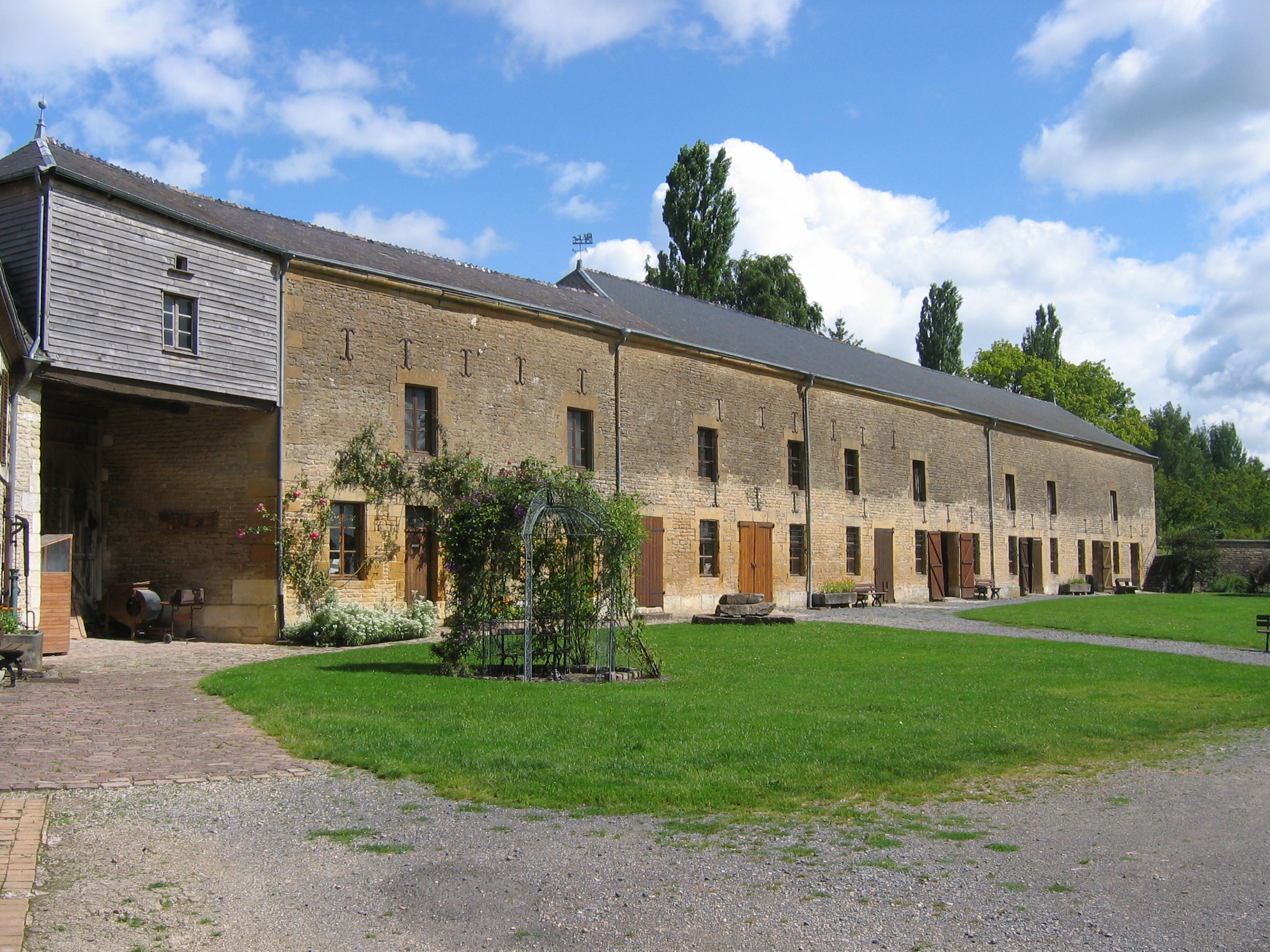
Relais de poste.
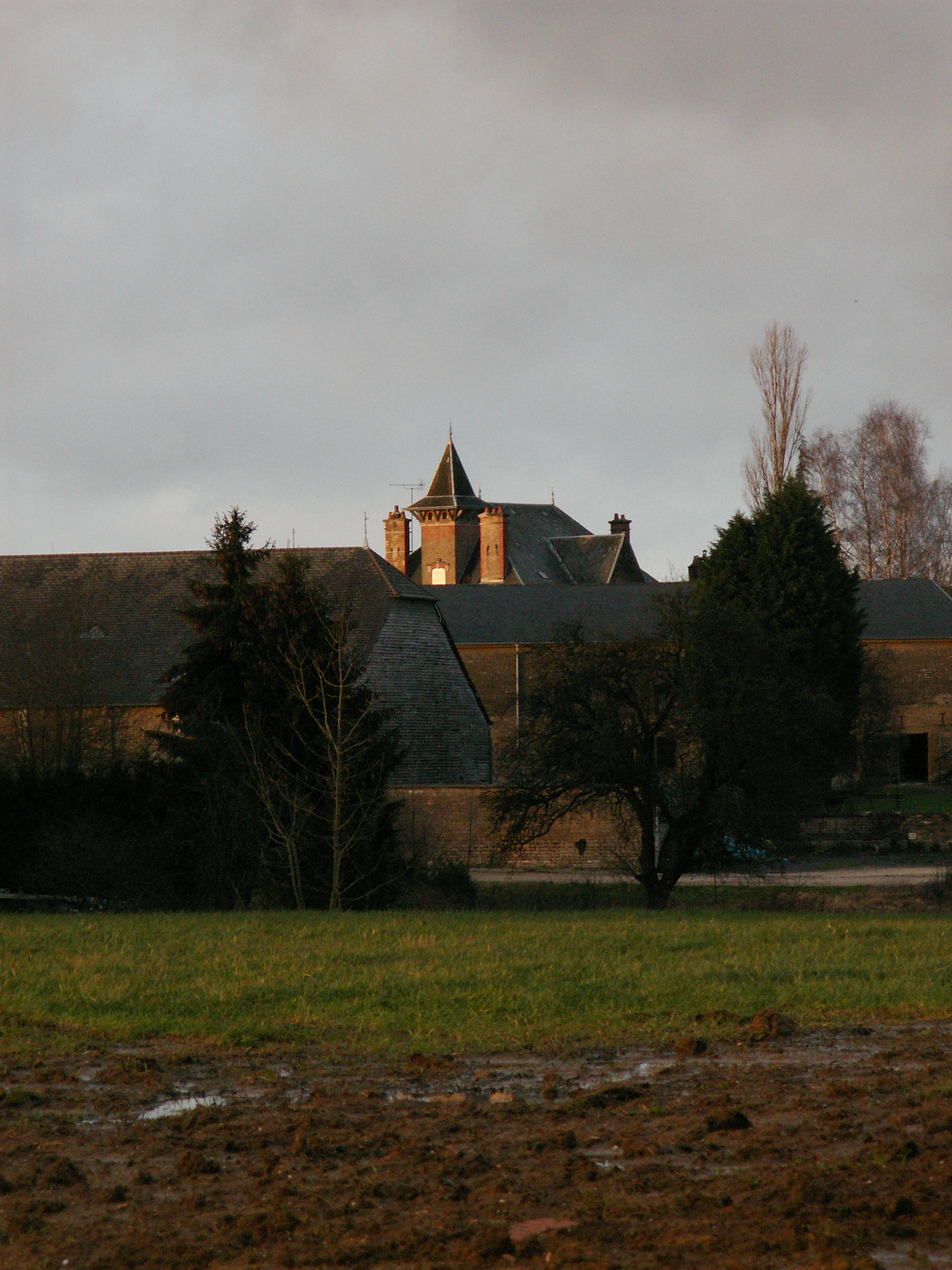
Toits du relais de poste vus depuis le sud.
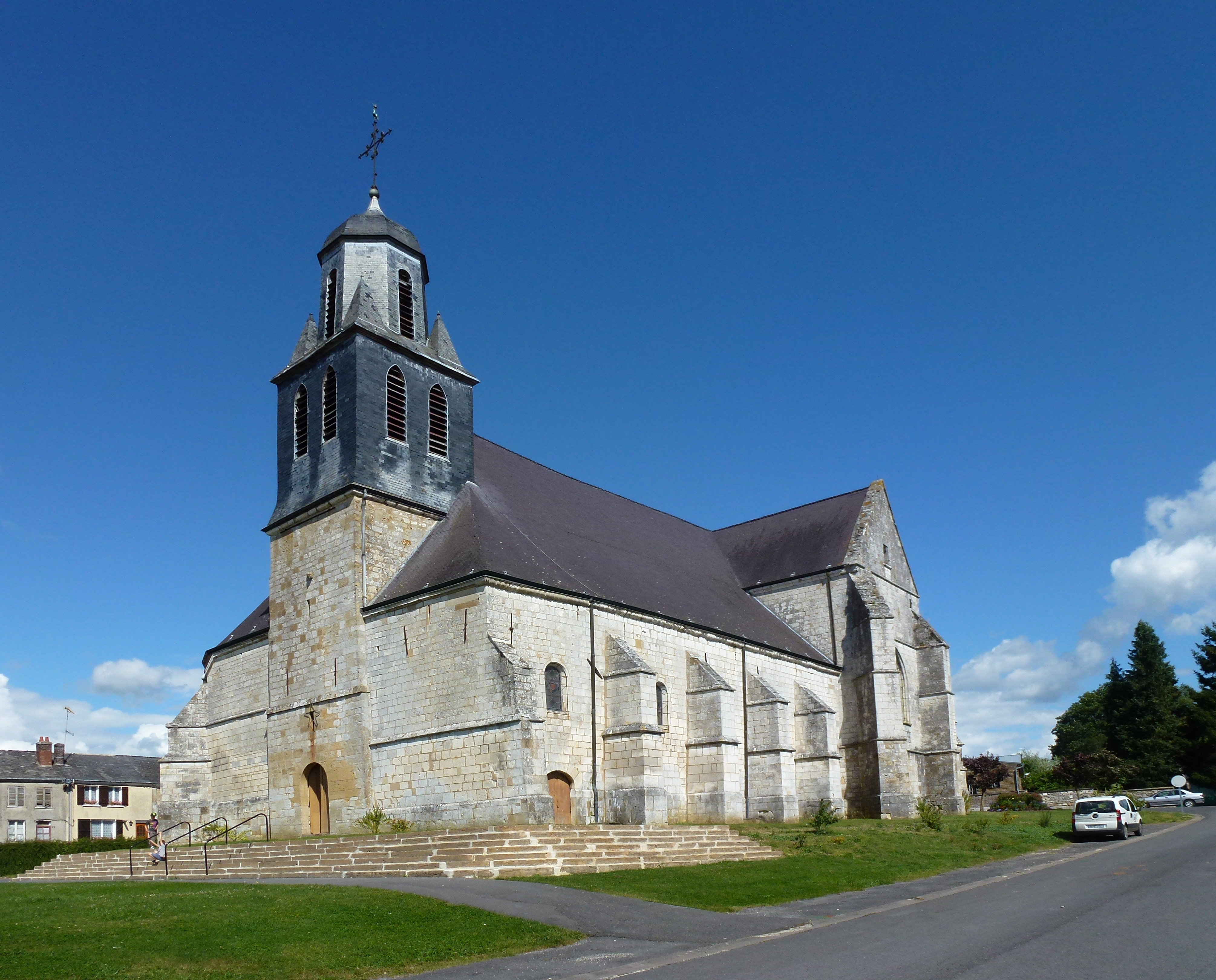
L'église Saint-Etienne.
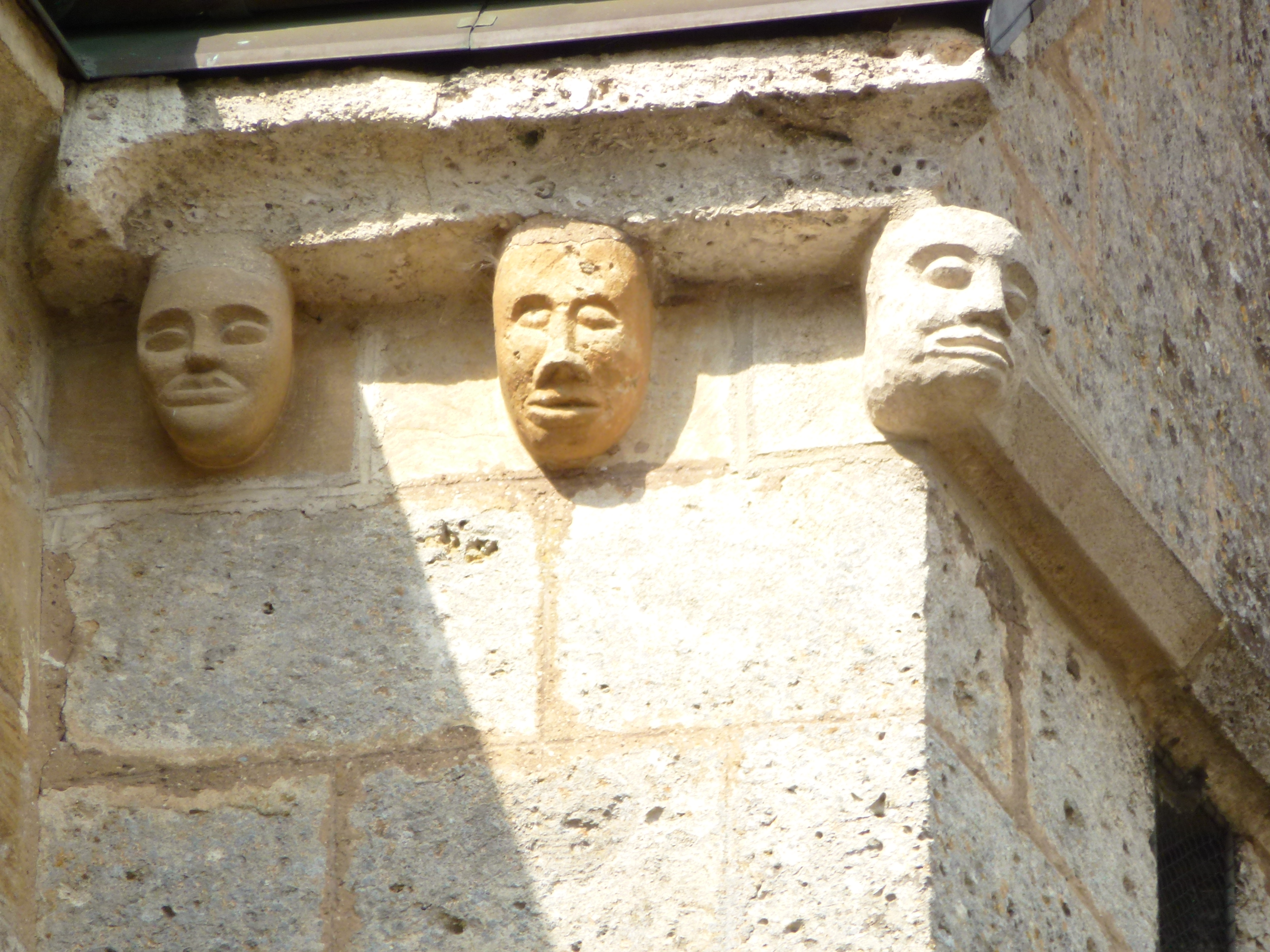
Trois des modillons de l'église.
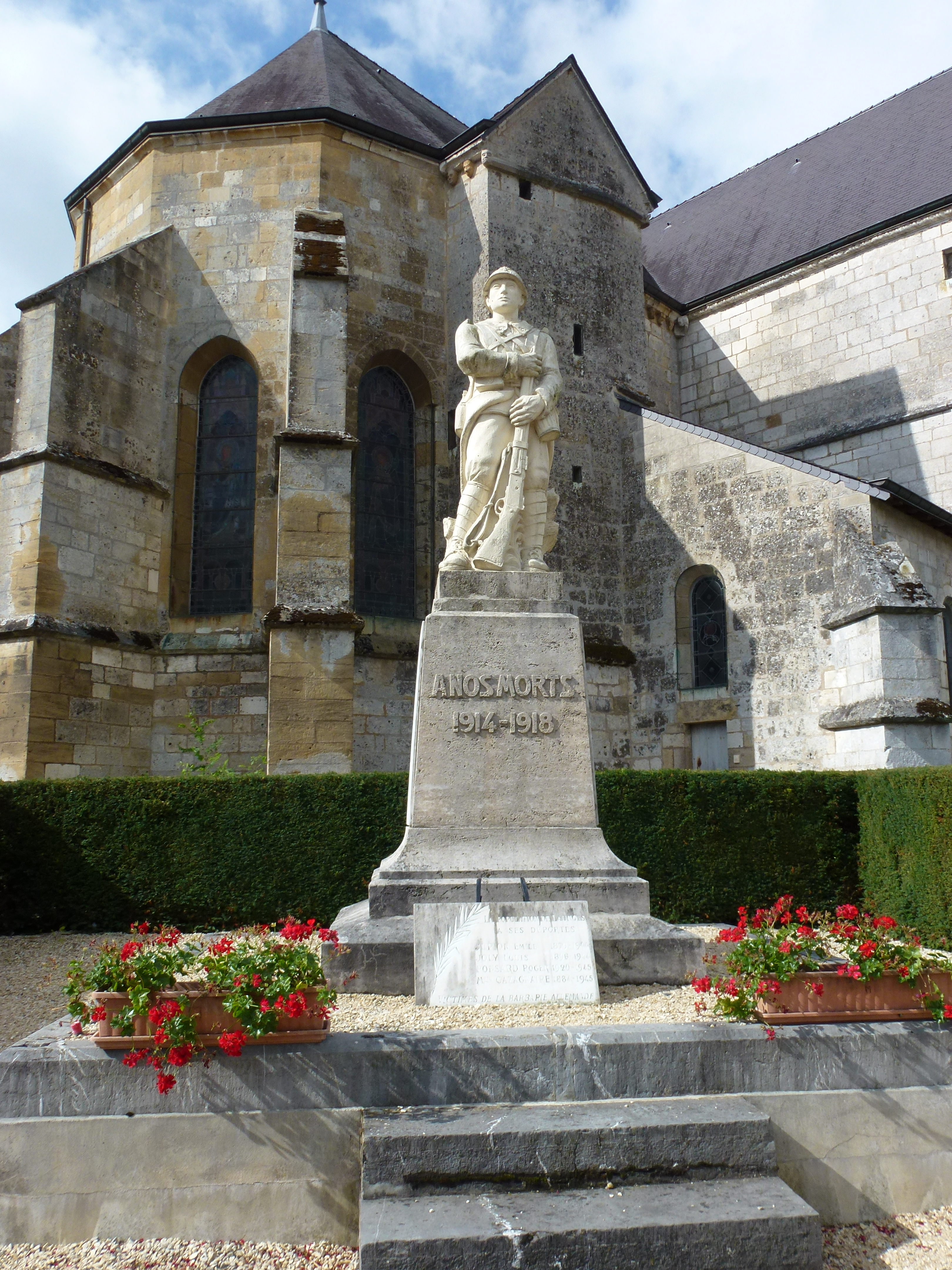
Le monument aux morts.
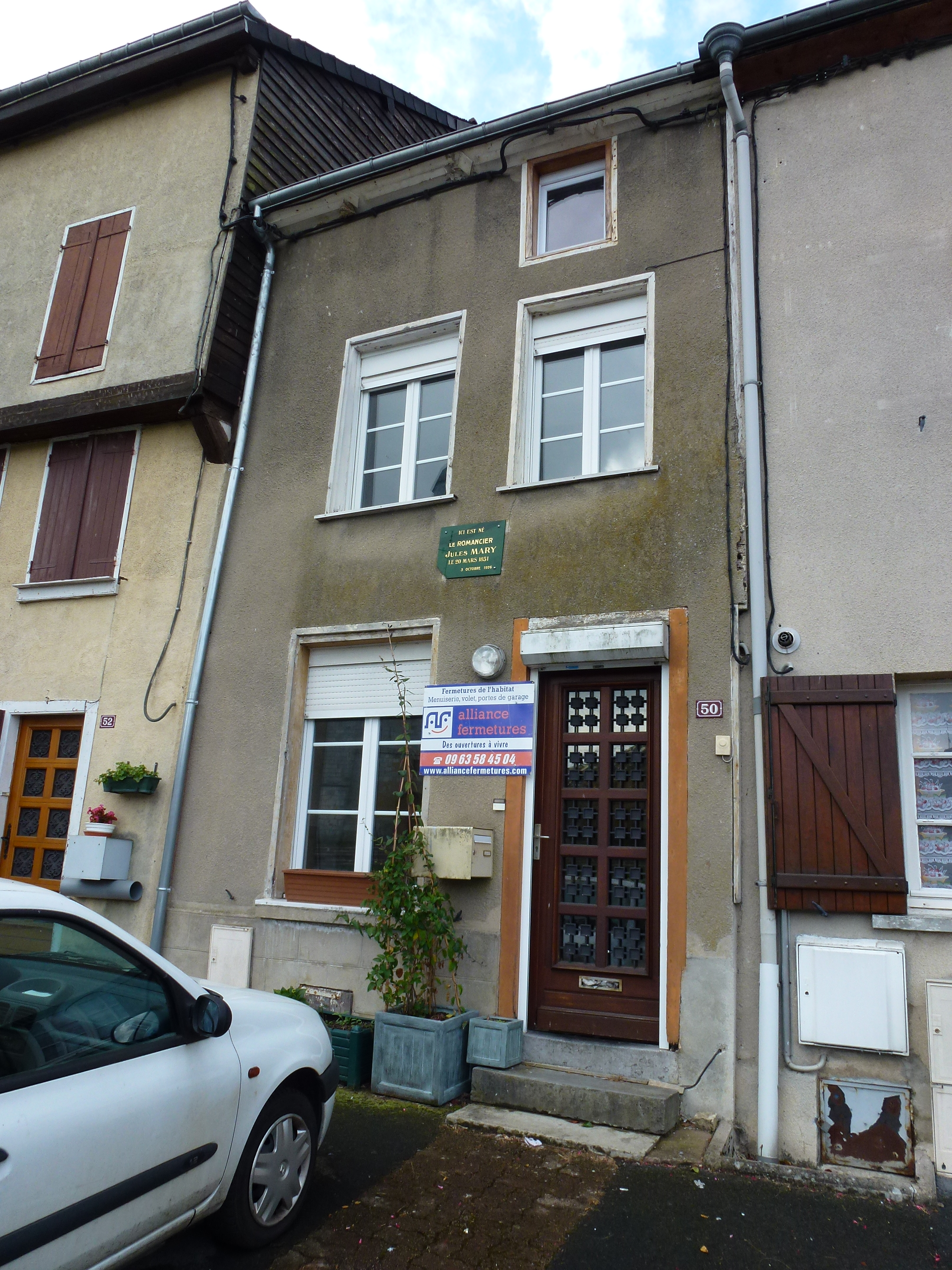
La maison natale de Jules Mary.